# Amanda Leighton
Amanda Leighton (Fresno, 7 giugno 1993) è un'attrice e ballerina statunitense, conosciuta soprattutto come interprete del ruolo ricorrente di Emma nella serie televisiva The Fosters.

## Biografia
Amanda Leighton iniziò a recitare all'età di 10 anni nella città natale, spostandosi poi a Los Angeles, California, per delle audizioni e lezioni di recitazione all'età di 12 anni, quando ottenne anche un agente. Oltre alla carriera nella recitazione, Leighton ha un'esperienza di 11 anni nella danza, grazie alla quale ha ottenuto il ruolo della ginnasta Wendy Capshaw nella serie televisiva Make It or Break It - Giovani campionesse.
Tra le apparizioni televisive dell'attrice, figurano personaggi in serie televisive quali Pretty Little Liars (nel ruolo di Danielle), Grey's Anatomy (nel ruolo della paziente affetta dalla sindrome di Treacher Collins Sarah Cassidy), 90210 (nel ruolo di Alex Scarborough), Criminal Minds (nel ruolo di Trish Leake) e Six Feet Under (nel ruolo della cantante bambina vestita da cactus).
Per quanto riguarda il cinema, ha interpretato Lara nel cortometraggio Detour e la giovane Alex nella pellicola del 2012 Divorzio d'amore.
Oltre ai ruoli come attrice, è stata la portavoce di alcuni spot pubblicitari per Quicken Loans, Meow Mix, Comcast e Plavix.
È inoltre la voce ufficiale della Superchicca Lolly nel reboot della storica serie animata statunitense.

## Filmografia

### Cinema
- Divorzio d'amore (Divorce Invitation), regia di S.V. Krishna Reddy (2012)
- The Better Half, regia di Michael Winnick (2015)
- Un serial killer al college (The Cheerleader Murders), regia di David Jackson (2016)
- Year 3000, regia di Nicholas Stoller e Doug Sweetland (2018) - voce

### Televisione
- Six Feet Under – serie TV, episodio 5x07 (2005)
- Criminal Minds – serie TV, episodio 5x13 (2010)
- Grey's Anatomy – serie TV, episodio 7x12 (2011)
- Dr. House - Medical Division (House, M.D.) – serie TV, episodio 7x12 (2011)
- Pretty Little Liars – serie TV, episodi 2x03-2x04 (2011)
- 90210 – serie TV, episodi 3x19-3x21-5x08 (2011-2012)
- Make It or Break It - Giovani campionesse (Make It or Break It) – serie TV, 7 episodi (2012)
- Kickin' It - A colpi di karate (Kickin' It) – serie TV, episodio 3x10 (2013)
- Austin & Ally – serie TV, episodio 2x22 (2013)
- Filthy Sexy Teen$, regia di Alex Fernie – film TV (2013)
- Sketchy – serie TV, episodio 4x14 (2013)
- Febbre d'amore (The Young and the Restless) – serial TV, 6 episodi (2013-2014)
- The Fosters – serie TV, 54 episodi (2014-2018)
- Bones – serie TV, episodio 10x03 (2014)
- Gamers Mania (Gamer's Guide to Pretty Much Everything) – serie TV, episodi 1x09-2x15 (2015-2017)
- Le Superchicche (The Powerpuff Girls) – serie animata, 77 episodi (2016-in corso) - voce
- Teen Titans Go! – serie animata, episodio 3x40 (2016) - voce
- Rosewood – serie TV, episodi 1x16-2x04 (2016)
- This Is Us – serie TV, 7 episodi (2017-in corso)
- Trolls: The Beat Goes On! – serie TV, 8 episodi (2018) - voce
- The Rookie - serie TV, episodio 5x11 (2023)

## Doppiatrici italiane
Nelle versioni in italiano delle opere in cui ha recitato, Amanda Leighton è stata doppiata da:
- Giulia Franceschetti in Grey's Anatomy
- Lucrezia Marricchi in The Fosters
- Ludovica Rossetti in This Is Us
- Erica Laiolo in The Rookie

Da doppiatrice è stata sostituita da:
- Giulia Franceschetti in Anfibia
- Rossa Caputo in Trolls - La festa continua!